# Metagyndes
Metagyndes is een geslacht van hooiwagens uit de familie Gonyleptidae.
De wetenschappelijke naam Metagyndes is voor het eerst geldig gepubliceerd door Roewer in 1913. 

## Soorten
Metagyndes omvat de volgende 8 soorten:
- Metagyndes chilensis
- Metagyndes innata
- Metagyndes intermedia
- Metagyndes laeviscutata
- Metagyndes longispina
- Metagyndes martensii
- Metagyndes pulchella
- Metagyndes trifidus